# Lee Ving
Lee James Jude Capallero (Filadelfia; 10 de abril de 1950), más conocido como Lee Ving, es un músico y actor estadounidense.
Es famoso por ser el vocalista y guitarrista de la banda de punk rock Fear.

## Carrera
Su carrera comenzó en la década de 1960, cuando se unió a la banda Sweet Stavin Chain Blues en Filadelfia, con Michael Brecker y Eugene Busnar, tocando con B.B. King, Buddy Guy y Cream, entre otros. Más tarde, Ving se mudó a Nueva York y forma la banda Daybreak. En 1977 se mudó a Los Ángeles, donde formó la banda punk Fear.
Ving también fue el cantante de la banda MD.45, en la que tocaba también Dave Mustaine de Megadeth y Jimmy DeGrasso de Suicidal Tendencies. Grabaron su álbum debut The Craving en 1996. En la versión remasterizada del 2004 están remplazadas las voces de Ving por las de Mustaine, debido a que no se encontraban las cintas originales.
Ving no volvió a tocar con Mustaine por las diferencias que había entre ellos, ya que Dave Mustaine es un músico de thrash metal y no de punk.
Además, Ving aparece en la portada del álbum Afraid of Heights, de la banda estadounidense Wavves.
Cabe mencionar que además de su carrera como músico Ving también ha incursionado en la actuación en cine y televisión, apareciendo en películas como Flashdance (1983), Streets of Fire (1984) y Clue (1985).